# ハシナガサンカノゴイ
ハシナガサンカノゴイ (嘴長山家五位、学名：Botaurus pinnatus) は、サギ科に分類される鳥類の一種である。

## 分布
メキシコ南東部から中央アメリカ、エクアドル、ブラジル、アルゼンチン北部まで分布する。分布地は不連続的である。

## 形態
全長75-76cm。全身が黄褐色で、背中から翼にかけて黒褐色の様々な形の斑が散在している。頭頂部は黒く、眼の上に黄色い帯がある。胸と腹は淡い赤褐色で、暗い褐色の縦斑がある。脚は黄緑色。和名は他のサンカノゴイ属に比べて嘴が長めであることに由来する。
雌雄同色である。

## 生態
アシなどが茂った湿地や沼地に生息する。
魚類や両生類、爬虫類、昆虫類などを捕食する。
湿地の草原に営巣する。1腹2-3個の緑褐色の卵を産む。

## 亜種
以下の2亜種に分類される。
- Botaurus pinnatus pinnatus
- Botaurus pinnatus caribaeus